# DAF 55
El DAF 55 va ser un model d'automòbil fabricat per l'empresa neerlandesa DAF. Es va començar a produir el 1967. El motor d'aquest model procedia de Renault. Aquest model va ser succeït pel DAF 66. En total foren fabricats unes 164.000 unitats d'aquest model.

## Dades tècniques
- Potència: 45 CV
- Cilindrada: 1108 cm
- Velocitat màxima: 135 km/h